# Blepharoctenucha kawabei
Blepharoctenucha kawabei là một loài bướm đêm trong họ Geometridae.